# 温柔的迷惑
《温柔的迷惑》（德語：Die Halbzarte）是一部1958年的奧地利喜劇電影，由羅爾夫·提艾利執導，曾参选1959年坎城影展。

## 演员
- 罗密·施奈德 饰 妮科尔
- 卡洛斯·湯普森（英语：Carlos Thompson） 饰 欧文
- 玛格达·施奈德 饰 達蘇
- 葛特勞德·潔瑟耶（英语：Gertraud Jesserer） 饰 布丽吉特
- 阿爾弗雷德·科斯塔斯 饰 托马斯
- 理查德·埃布納（英语：Richard Eybner）
- 魯道夫·福斯特（英语：Rudolf Forster）
- 弗里茨·黑勒
- 班諾·霍夫曼
- 漢穆特·洛納（英语：Helmut Lohner）
- 艾尼·曼高爾德（英语：Erni Mangold）
- 約瑟夫·邁因拉德（英语：Josef Meinrad）
- 多蘿西·內芙（英语：Dorothea Neff）
- 圭多·維蘭德（英语：Guido Wieland）